# Mimonectes birsteini
Mimonectes birsteini is een vlokreeftensoort uit de familie van de Mimonectidae. De wetenschappelijke naam van de soort is voor het eerst geldig gepubliceerd in 1956 door Vinogradov.